# 德永氏船蛸
德永氏船蛸（學名：Argonauta tokunagai）為一種滅絕種章魚。本種於1913年發表描述，基於自中新世中期Huzina Formation日本出土的化石材料上。
尚未描述而與本分類單元有近緣關係的的化石船蛸屬種類，會暫時標出 Argonauta cf. tokunagai （和德永氏船蛸對照）與 Argonauta "tokunagai" （「德永氏」船蛸）。